# ヘンプステッド郡 (アーカンソー州)
ヘンプステッド郡（英: Hempstead County）は、アメリカ合衆国アーカンソー州の南西部に位置する郡である。2010年国勢調査での人口は22,609人であり、2000年の23,587人から4.1%減少した。郡庁所在地はホープ市（人口10,095人）であり、同郡で人口最大の都市でもある。ヘンプステッド郡は1816年12月15日に、クラーク郡やプラスキ郡と共に州内4番目の郡として設立された。郡名はミズーリ準州からアメリカ合衆国議会への代議員を務めたエドワード・ヘムステッドに因んで名付けられた。ミズーリ準州は当時、現在のアーカンソー州を含んでいた。アルコールの販売が禁止されている禁酒郡である。
郡内のホープ市から北西9マイル (14 km) ほど、歴史あるワシントンの村に、歴史的ワシントン州立公園がある。1973年に「古きワシントン歴史州立公園」として開園したが、2006年に「古き」が除去された。19世紀から20世紀初期に建てられた多くの建物がある歴史的村落を徒歩で探索できる。

## 地理
アメリカ合衆国国勢調査局に拠れば、郡域全面積は741.36平方マイル (1,920.1 km2)であり、このうち陸地728.77平方マイル (1,887.5 km2)、水域は12.59平方マイル (32.6 km2)で水域率は1.70%である。ヘンプステッド郡はアーカンソー州南部あるいは南西部に属すると見なされている。

### 主要高規格道路
- 州間高速道路30号線
- アメリカ国道67号線
- アメリカ国道278号線
- アメリカ国道371号線
- アーカンソー州道4号線
- アーカンソー州道27号線
- アーカンソー州道29号線
- アーカンソー州道32号線

### 隣接する郡
- パイク郡 - 北
- ネバダ郡 - 東
- ラファイエット郡 - 南
- ミラー郡 - 南西
- リトルリバー郡 - 西
- ハワード郡 - 北西

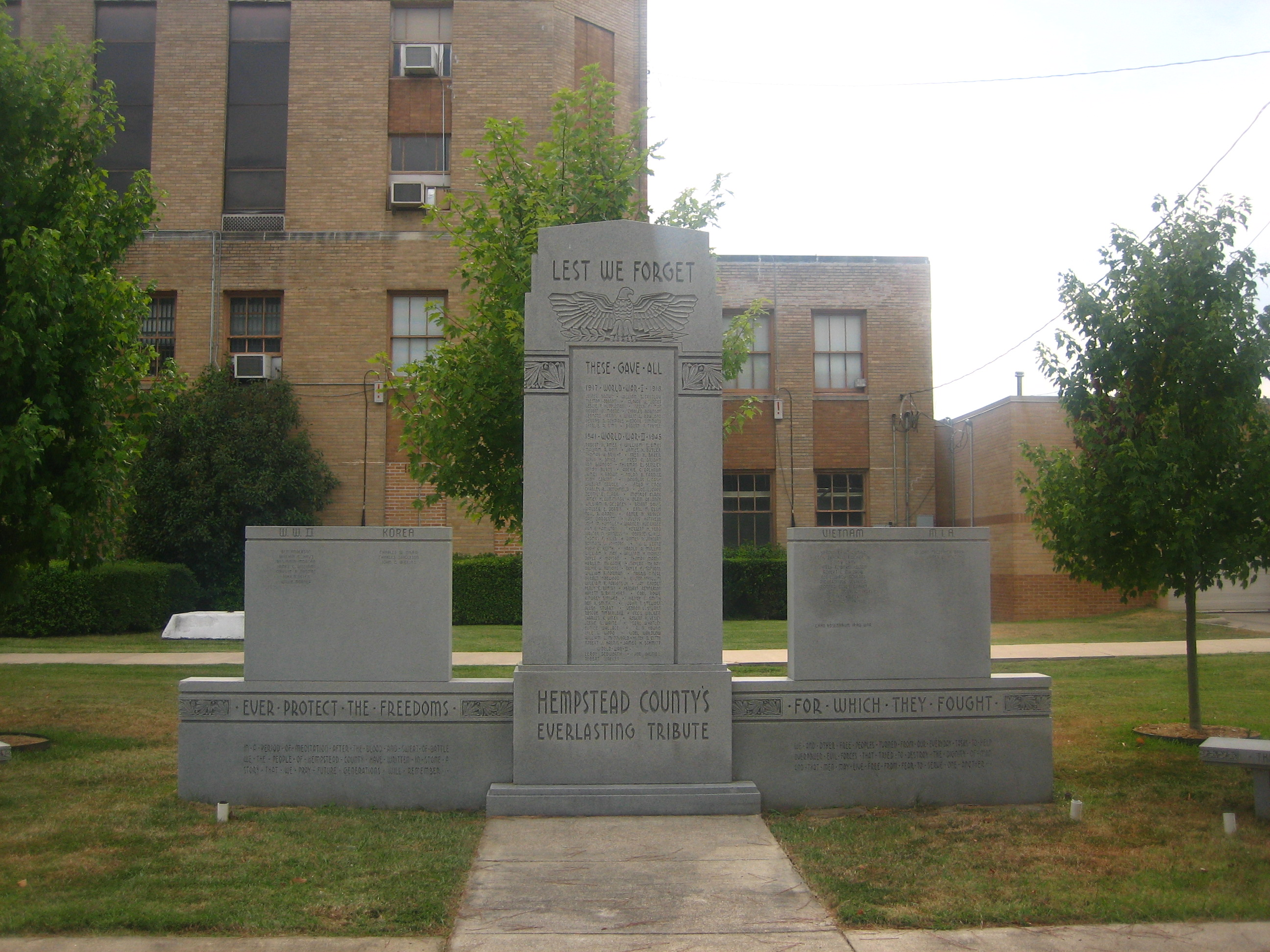
郡庁舎前の退役兵記念碑
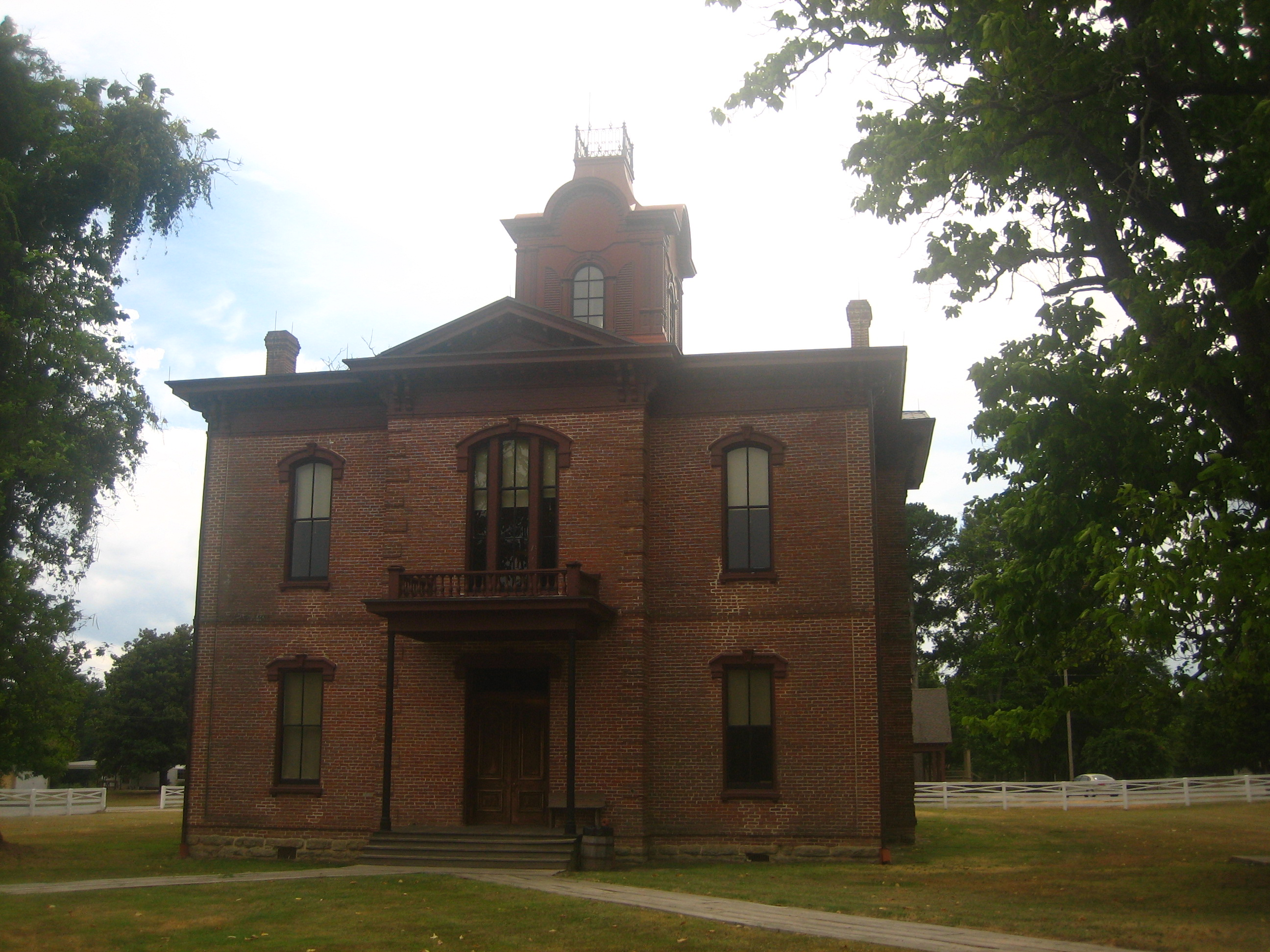
1874年に建設された旧郡庁舎、 歴史的ワシントン州立公園の観光案内所として使われている
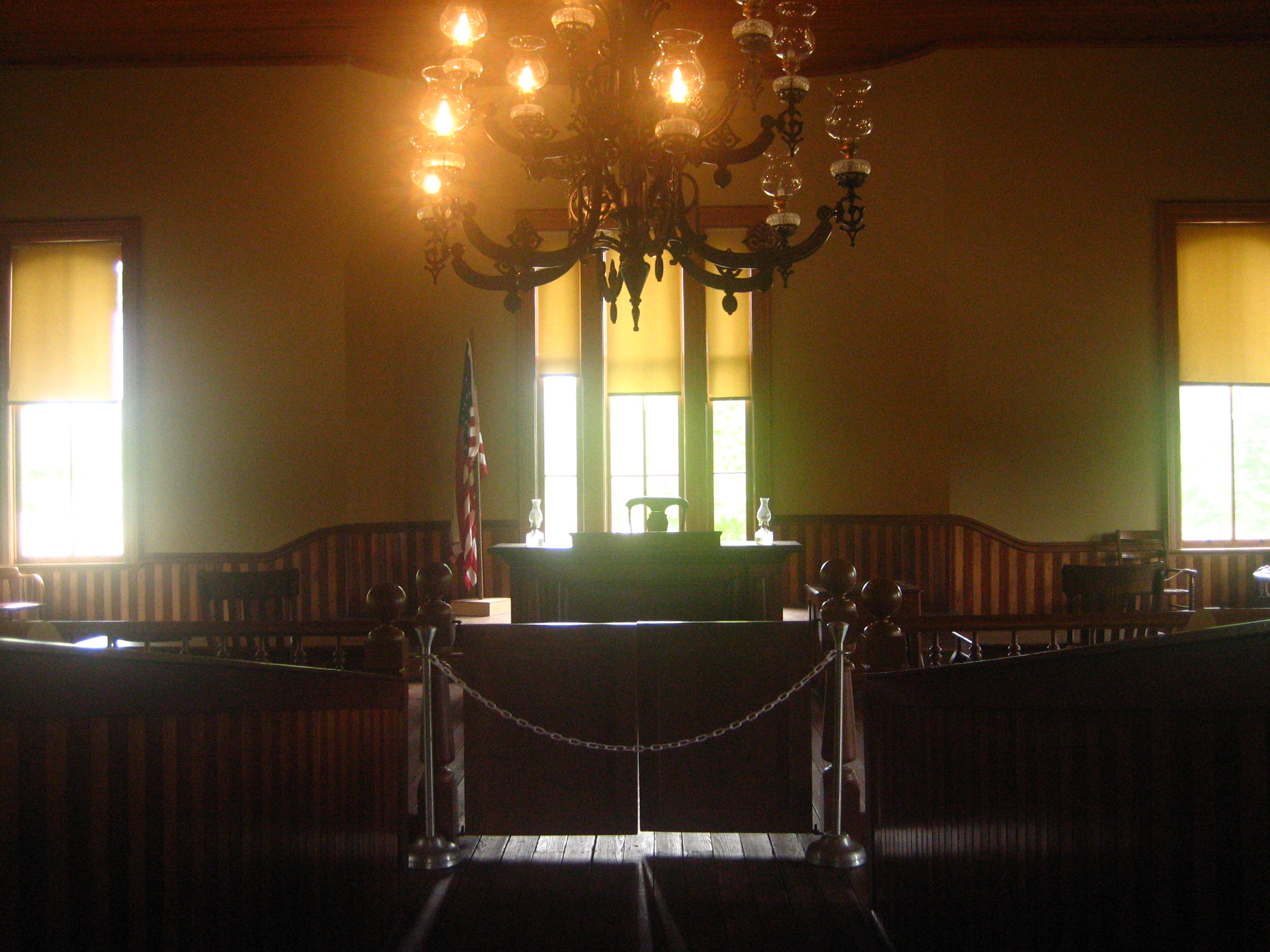
旧郡庁舎の二階裁判所

## 人口動態

人口ピラミッド

以下は2000年の国勢調査による人口統計データである。
| 基礎データ - 人口: 23,587人 - 世帯数: 8,959 世帯 - 家族数: 6,378 家族 - 人口密度: 12人/km2（32人/mi2） - 住居数: 10,166軒 - 住居密度: 5軒/km2（14軒/mi2） 人種別人口構成 - 白人: 63.28% - アフリカン・アメリカン: 30.36% - ネイティブ・アメリカン: 0.42% - アジア人: 0.17% - 太平洋諸島系: 0.02% - その他の人種: 4.17% - 混血: 1.59% - ヒスパニック・ラテン系: 8.25% 年齢別人口構成 - 18歳未満: 27.3% - 18-24歳: 9.6% - 25-44歳: 27.2% - 45-64歳: 21.7% - 65歳以上: 14.1% - 年齢の中央値: 35歳 - 性比（女性100人あたり男性の人口） - 総人口: 93.7 - 18歳以上: 89.7 | 世帯と家族（対世帯数） - 18歳未満の子供がいる: 33.4% - 結婚・同居している夫婦: 51.4% - 未婚・離婚・死別女性が世帯主: 15.3% - 非家族世帯: 28.8% - 単身世帯: 25.5% - 65歳以上の老人1人暮らし: 11.7% - 平均構成人数 - 世帯: 2.60人 - 家族: 3.09人 収入と家計 - 収入の中央値 - 世帯: 28,622米ドル - 家族: 34,082米ドル - 性別 - 男性: 25,830米ドル - 女性: 17,383米ドル - 人口1人あたり収入: 14,103米ドル - 貧困線以下 - 対人口: 20.3% - 対家族数: 16.0% - 18歳未満: 29.2% - 65歳以上: 16.7% |

## 都市と町
| - ブレビンス - フルトン - ホープ - 郡庁所在地 - マッカスキル | - マクナブ - オークヘイブン - オーザン - パトモス | - ペリータウン - ワシントン - スプリングヒル |

### 未編入の町
- クロウ

## 郡区
アーカンソー州の郡はさらに郡区に小区分されている。各郡区には未編入領域と、編入済み自治体がある。現代の郡区にはその維持目的が限られたものになっている。アメリカ合衆国国勢調査局は郡区を元に人口を集計している。また系図調査など歴史的な目的には価値がある。1つ以上の郡区に入っている町や都市は統計調査に基づいて扱われる。ヘンプステッド郡の郡区は下記リストの12区であり、その中に含まれる町や都市を括弧書きしている。
- ボドコー（パトモス）
- ボワダルク（フルトン、マクナブ）
- デローン（ホープ、ペリータウン）
- ガーランド
- マインクリーク（オーザンの一部）
- ノーランド（エメットの小部分）
- オーザン（オークヘイブン、ワシントン、オーザンの大半）
- レッドランド（マッカスキル）
- セイリーン
- スプリングヒル
- ウォレスバーグ（ブレビンス）
- ウォータークリーク